# Isaac Antonino
Isaac Antonino Vicente (f. 1917) fue un escritor y periodista español de comienzos del siglo XX.

## Biografía
Fue director en Ciudad Real del diario El Pueblo Manchego y del semanario Vida Manchega. Antes había vivido un tiempo la bohemia madrileña. Al parecer no era natural de La Mancha, sin embargo, en palabras de Cejador «sin ser de la tierra la ha sentido y la ha pintado á maravilla en su última y mejor obra Del solar hidalgo (1914). La Mancha y los manchegos están ahí en el libro como ellos son y los vio Cervantes. Estilo suelto, lenguaje castizo y abundoso. Ninguna afectación, naturalidad no buscada». Antes había publicado las novelas El Sacrificio (1911) e Historia de un moro manchego, y para el teatro Sin nombre y Juego de niños. Falleció el 26 de noviembre de 1917 en Ciudad Real.